# 수전 블랙모어
Request error occurred:

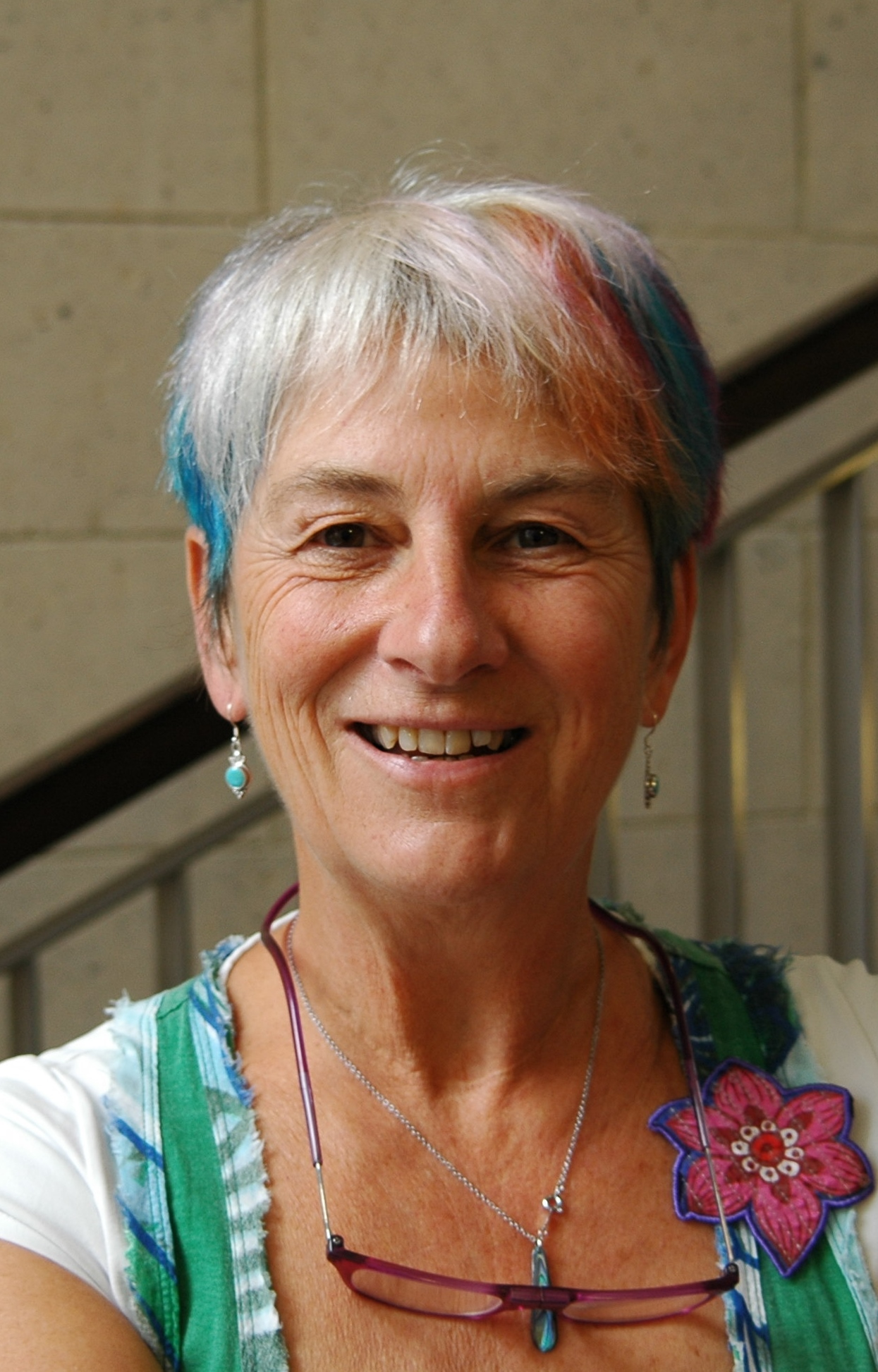
2014년 모습

수전 블랙모어(Susan Jane Blackmore; 1951년 7월 29일 출생)는 영국출신의 작가, 연사, 방송인, 방문교수이다. 그녀의 대표작으로 < 밈 머신 >이 있다. 40개 이상의 저서가 있으며 60개 이상의 학문적 문헌이 있다. 가디언지의 기고가이다.
그녀는 리처드 도킨스가 만들어 낸 용어, 밈을 보다 더 구체적으로 확장시켰으며, 신에 대한 관점을 부인하는 무신론적인 경향을 띤다.

## 보충 자료
- 조던 피터슨과의 토론